# Bahnstrecke Steinsfurt–Stebbach
| |                                                                                   |                                      |                                      |
| Streckennummer (DB): | 4115                                                                              |                                      |                                      |
| Kursbuchstrecke (DB): | 665.5 (bis 2009: 714; bis 1992: 564; bis etwa 1970: 321b; 1946: 321b; 1939: 304b) |                                      |                                      |
| Streckenlänge: | 10,7 km                                                                           |                                      |                                      |
| Spurweite: | 1435 mm (Normalspur)                                                              |                                      |                                      |
| Streckenklasse: | C2                                                                                |                                      |                                      |
| Stromsystem: | 15 kV, 16,7 Hz ~                                                                  |                                      |                                      |
| Maximale Neigung: | <5 ‰                                                                              |                                      |                                      |
| Minimaler Radius: | 417 m                                                                             |                                      |                                      |
| Streckengeschwindigkeit: | 80 km/h                                                                           |                                      |                                      |
| Zugbeeinflussung: | PZB                                                                               |                                      |                                      |
| |                                                                                   |                                      |                                      |
| \| \| \| von Meckesheim \| \| \| \| 0,000 \| Steinsfurt \| Steinsfurt \| \| \| \| nach Bad Friedrichshall Hbf \| \| \| \| 2,521 \| Reihen \| Reihen \| \| \| 6,191 \| Ittlingen (früher Bf) \| Ittlingen (früher Bf) \| \| \| 8,437 \| Richen (b Eppingen) \| Richen (b Eppingen) \| \| \| 9,500 \| Stebbach \| Stebbach \| \| \| 10,080 \| Infrastrukturgrenze DB InfraGO / AVG \| Infrastrukturgrenze DB InfraGO / AVG \| \| \| 10,365 \| von Heilbronn \| von Heilbronn \| \| \| \| Stebbach (Bft) \| \| \| \| \| nach Karlsruhe \| \| |                                                                                   |                                      |                                      |
| Strecke |                                                                                   | von Meckesheim                       | von Meckesheim                       |
| Bahnhof | 0,000                                                                             | Steinsfurt                           | Steinsfurt                           |
| Abzweig geradeaus und nach links |                                                                                   | nach Bad Friedrichshall Hbf          | nach Bad Friedrichshall Hbf          |
| Haltepunkt / Haltestelle | 2,521                                                                             | Reihen                               | Reihen                               |
| Haltepunkt / Haltestelle | 6,191                                                                             | Ittlingen (früher Bf)                | Ittlingen (früher Bf)                |
| Haltepunkt / Haltestelle | 8,437                                                                             | Richen (b Eppingen)                  | Richen (b Eppingen)                  |
| ehemaliger Bahnhof | 9,500                                                                             | Stebbach                             | Stebbach                             |
| Wechsel des Eisenbahninfrastrukturunternehmens | 10,080                                                                            | Infrastrukturgrenze DB InfraGO / AVG | Infrastrukturgrenze DB InfraGO / AVG |
| Abzweig geradeaus und von links | 10,365                                                                            | von Heilbronn                        | von Heilbronn                        |
| Dienststation / Betriebs- oder Güterbahnhof |                                                                                   | Stebbach (Bft)                       | Stebbach (Bft)                       |
| Strecke |                                                                                   | nach Karlsruhe                       | nach Karlsruhe                       |

Die Bahnstrecke Steinsfurt–Stebbach ist eine 1900 eröffnete, 10,7 Kilometer lange, eingleisige und elektrifizierte Nebenbahn entlang der Elsenz im Kraichgau in Baden-Württemberg, die zwischen dem Sinsheimer Ortsteil Steinsfurt und Stebbach eine Verbindung zwischen der Bahnstrecke Meckesheim–Bad Friedrichshall und der Kraichgaubahn herstellt. Seit 2006 vermarktet die Nahverkehrsgesellschaft Baden-Württemberg die Strecke als Kraichgau-Stromberg-Bahn. Die Strecke wird von der Linie S5 der S-Bahn RheinNeckar bedient, die am 12. Dezember 2009 den Betrieb von Heidelberg bis Eppingen aufgenommen hat.

## Geschichte
Ihre Entstehung verdankt die Strecke insbesondere dem Bau der Kraichgaubahn durch Baden. Da bei ihrer Planung zunächst nicht feststand, ob in Fortsetzung der Strecke Karlsruhe–Eppingen ein Anschluss an das württembergische Eisenbahnnetz in Heilbronn zustande kommen würde, begründete die badische Regierung 1872 in der damaligen Gesetzesvorlage die Sinnhaftigkeit des Projektes damit, dass im Zweifelsfall auch ein Weiterbau auf badischem Territorium von Eppingen aus nach Norden mit Anschluss an die Westliche Gabelbahn bei Sinsheim und möglicherweise noch weiter zur Odenwaldbahn möglich sei. Für letztere Verlängerung wäre der Bau eines Tunnels bei Neckarbischofsheim notwendig gewesen.
Bedingt durch diese Bestrebungen witterten viele an- und umliegende Gemeinden ihre Chance und reichten in den Jahren 1873 und 1878/1879 Eingaben für den Bau einer Strecke Eppingen–Steinsfurt–Neckarbischofsheim–Helmstadt oder –Waibstadt ein. Im Rahmen dieser Eingaben kristallisierten sich seitens der Eisenbahnkommission des Badischen Landtags für den Bau der Strecke stark partikularistisch geprägte Argumente heraus: Die Verbindung wurde nicht nur als benötigte Lokalbahn angesehen, sondern sie sollte mit Verlängerung nach Waibstadt an der Badischen Odenwaldbahn auch Teil einer badischen Durchgangsstrecke in der Relation Karlsruhe–Mosbach und weiter in Richtung Würzburg sein. Damit erhoffte man sich, zwei Probleme gleichzeitig lösen zu können: Einerseits fürchtete man durch die angestrebte Verlängerung der Kraichgaubahn bis Heilbronn, dass Württemberg der Verkehr in der Relation Karlsruhe–Würzburg zugeführt werden würde, andererseits drohte zu diesem Zeitpunkt die teuer erbaute Odenwaldbahn zwischen Neckargemünd und Mosbach durch den anstehenden Bau der Neckartalbahn in die Bedeutungslosigkeit zu versinken. Beide Effekte sollten durch eine neue, rein badische Achse Eppingen–Mosbach mit Nutzung der Odenwaldbahn zwischen Waibstadt und Mosbach gemildert werden.

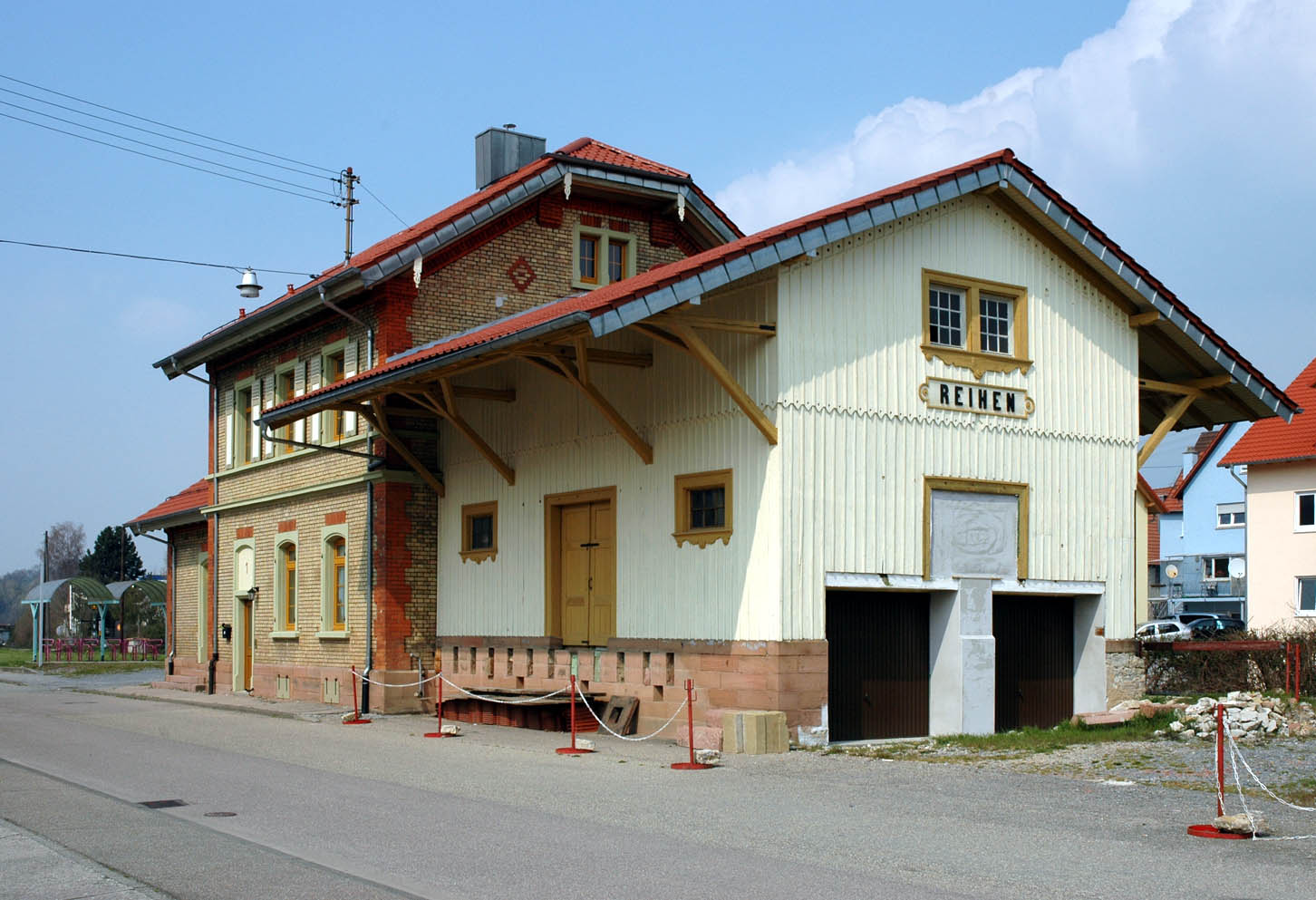
Bahnhofsgebäude in Reihen (April 2007)

Die Badische Regierung stimmte in einer Stellungnahme 1879 einer Strecke Eppingen–Steinsfurt zu, um den Kraichgau besser an den Raum Heidelberg/Mannheim anzubinden, stellte aber den Abschnitt Steinsfurt–Helmstadt als unwirtschaftlich in Frage. Allerdings verhinderte nun eine grundsätzliche finanzielle Krise den weiteren Ausbau des badischen Eisenbahnnetzes. Erst als sich die Finanzlage wieder entspannt hatte, kam es 1897 zu einem Regierungsbeschluss zum Bau der Seitenbahn Eppingen–Steinsfurt als eingleisige Hauptbahn, das entsprechende Gesetz wurde am 25. Februar 1898 verabschiedet.
Mit den Bauarbeiten konnte bereits zum 15. Juni 1898 begonnen werden, und nachdem der Bau planmäßig voranschritt, wurde die Strecke am 15. November 1900 eingeweiht. Entgegen dem Gesetzesbeschluss wurde sie jedoch nicht als Haupt-, sondern als Nebenbahn ausgeführt. Die Baukosten beliefen sich auf rund 1.600.000 Mark, welche auch eine Erweiterung des Bahnhofs Sinsheim enthielten, welcher anstelle von Steinsfurt Ausgangspunkt des Zugverkehrs in Richtung Eppingen wurde.
Rückwirkend bezeichnete der badische Eisenbahnhistoriker Albert Kuntzemüller die Strecke als in einer Zeit wirtschaftlicher Blüte überteuert erbaut. Ein Ausschussbericht der zweiten Kammer des Badischen Landtags von 1909/10 äußerte sich deutlicher: „Man darf nur die Bahn von Eppingen nach Sinsheim fahren und die Burgen ansehen, die da als Stationsgebäude hingestellt worden sind.“
1976 wollte die Deutsche Bundesbahn den Verkehr auf der Strecke einstellen, was durch die an der Strecke liegenden Kommunen verhindert wurde.
Ende der 2000er Jahre wurden die Personenverkehrsanlagen an der Strecke auf S-Bahn-Standard modernisiert und die Strecke elektrifiziert.

## Verkehr

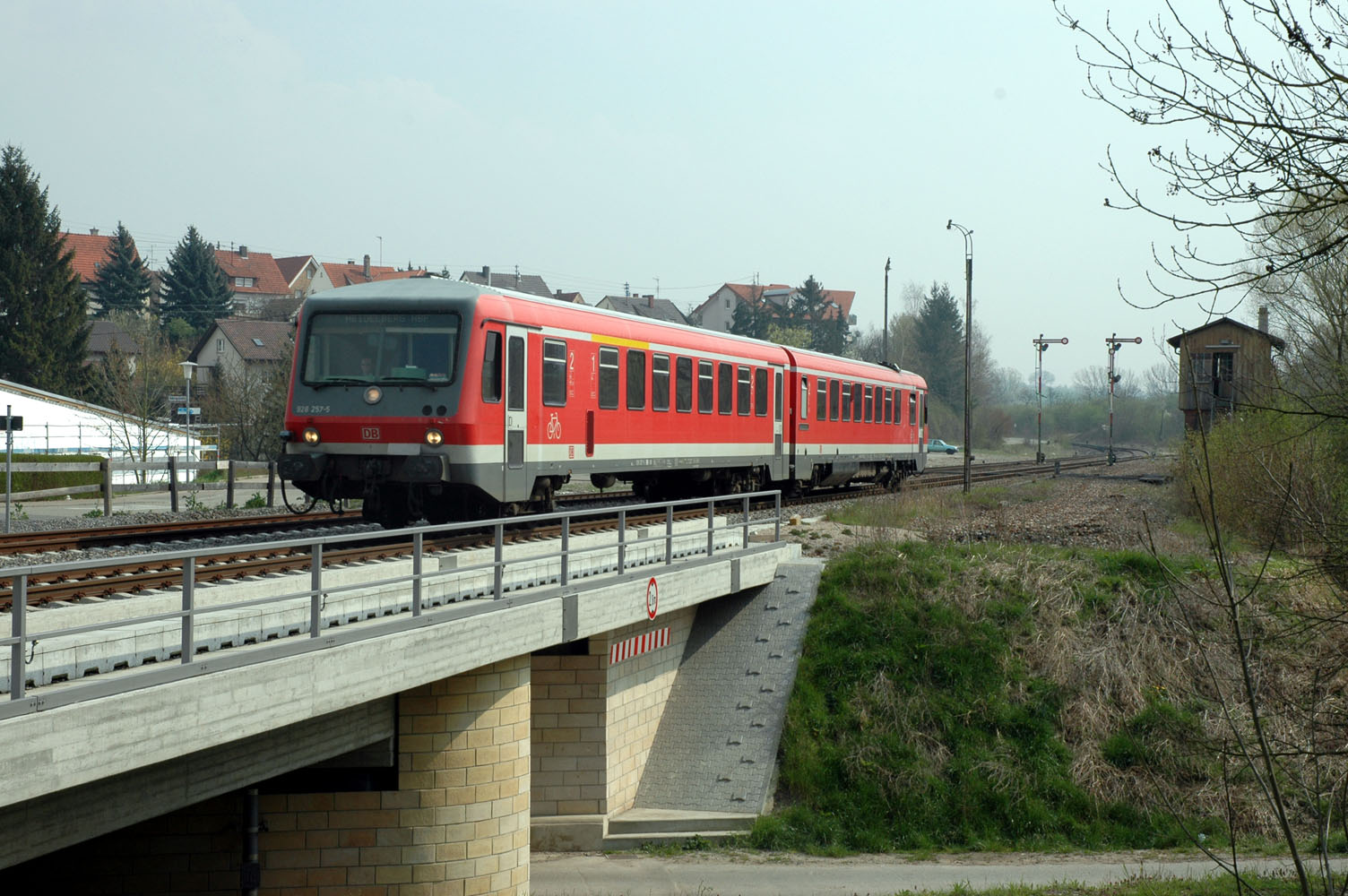
Regionalbahn von Eppingen bei der Einfahrt in den Bahnhof Steinsfurt (April 2007), vor der Elektrifizierung

### Personenverkehr
Nach Eröffnung der Strecke kamen bei den Großherzoglich Badischen Staatseisenbahnen in den Anfangsjahren zunächst Züge zum Einsatz, die von Dampflokomotiven der Baureihen III b, III a, VII a, VII c, VII d oder VIII d bespannt waren. Besonderheit war im Sommerfahrplan 1901 der Einsatz eines in Heidelberg beheimateten Kittel-Dampftriebwagens. In den Jahren von 1955 bis 1957 wurden die dampfbespannten Personenzüge durch Uerdinger Schienenbusse abgelöst, die bis 1990 zum Einsatz kamen. Nachfolger war die Baureihe 628.2, teilweise auch mit Lokomotiven der Baureihe 218 bespannte Wendezüge. Diese wiederum wurden zwecks Aufnahme des S-Bahn-Verkehrs von Elektrotriebzügen der Baureihe 425 abgelöst, die infolge der Neuausschreibung im Dezember 2020 durch Siemens Mireo ersetzt werden sollen.
Die S-Bahnen verkehren auf dieser Strecke wie zuvor schon die Regionalbahnen im Stundentakt, jedoch zwei Minuten schneller. Statt bereits um 21 Uhr erreicht der letzte Zug Sinsheim nun um kurz nach Mitternacht.
Als von Dezember 2014 bis Mai 2015 die Linie S 42 der Stadtbahn Heilbronn wegen der noch nicht beendeten Bauarbeiten in Bad Wimpfen nur zwischen Sinsheim und Bad Rappenau fahren konnte, fuhren über die Strecke frühmorgens und nachts jeweils zwei Leerzüge der Albtal-Verkehrs-Gesellschaft.

### Güterverkehr
Eine hohe Bedeutung kam der Strecke jedes Jahr während der Rübenkampagne zu, in der in den Unterwegsbahnhöfen Zuckerrüben, die in der fruchtbaren Landschaft des Kraichgaus angebaut werden, zur Weiterverarbeitung verladen wurden. Die letzten Zuckerrübenverladungen in Richen (194 Wagen) und Ittlingen (447 Wagen) waren 1991. Mit der Umstellung der Belieferung der Offenauer Zuckerfabrik per Lastkraftwagen im Jahr 1993 entfiel diese Aufgabe für die Strecke. Im Rahmen von MORA C wurde zum 16. Juni 2002 die Bedienung des letzten verbliebenen Tarifpunktes Ittlingen eingestellt, damit ist die Strecke seitdem ohne Güterverkehr. In Folge wurden die Unterwegsbahnhöfe in Haltepunkte umgewandelt, so dass nun auf der gesamten Strecke keine Zugkreuzungen mehr möglich sind.

## Betriebsstellen

### Steinsfurt
Im Bahnhof Steinsfurt beginnt die Strecke an Weiche 1.

### Reihen
Das 1899 erbaute Empfangsgebäude ist ein dreiteiliger Komplex aus Wartesaal, Bahnbeamtenwohnhaus und Güterschuppen im Baustil des Historismus. Es steht unter Denkmalschutz und wurde von 2001 bis 2005 saniert.

### Ittlingen
Der Haltepunkt Ittlingen, früher Kreuzungsbahnhof mit Güterverladung, befindet sich südöstlich der Ortsmitte. Östlich ist ein Wohngebiet entstanden. Es gab früher zur Mittagszeit einen Zug, der von Eppingen bis Ittlingen und als Leerzug zurück fuhr. Zum 1. Februar 1990 wurde Ittlingen von einem Bahnhof der Klasse 4:357 zu einem Haltepunkt.
Die Gemeinde Ittlingen forderte beim S-Bahn-gerechten Umbau einen zweiten Haltepunkt weiter nördlich, von der DB wurde als Kompromiss ein Haltepunkt in der Mitte vorgeschlagen.

### Richen (b Eppingen)
Der Haltepunkt Richen (b Eppingen), ehemals Bahnhof mit Ladestraße, liegt westlich des Ortes, auf der anderen Seite der Elsenz. Nordwestlich ist ein Industriegebiet entstanden.
Die 1906 gegründete Spritfabrik südöstlich hatte früher einen Gleisanschluss.

### Stebbach
Der ehemalige Bahnhof liegt an der Grenze zwischen Eppingen und Gemmingen, nördlich des Staudbachs. Heute befindet sich in diesem Bereich eine Schutzstrecke. Mit identischem Namen ist heute die Einmündung in die Kraichgaubahn ein Bahnhofsteil des Bahnhofs Eppingen.